# Arte de portas abertas (Funchal)
O projeto Arte de portas abertas (estilizado artE de pORtas abErtas) foi uma iniciativa artística de revitalização da zona velha do Funchal, na ilha da Madeira. O projeto teve início em 2010 e, desde aí, centenas de portas da zona antiga da cidade, nomeadamente na rua de Santa Maria, foram pintadas ou intervencionadas de outra forma por inúmeros artistas.
A primeira porta intervencionada no âmbito do projeto foi a n.º 207 da rua da Carreira, em agosto de 2010, por Martinho Mendes. Jose Zyberchema e outros artistas propuseram a iniciativa à câmara municipal e, com o apoio do ex-secretário regional do turismo João Carlos Abreu, puseram o plano em marcha. Em abril de 2011, começaram a ser intervencionadas as primeiras portas na rua de Santa Maria, pelas mãos de Marcos Milewski e Gonçalo Martins. A partir daí, centenas de artistas locais trabalharam em portas nesta rua.

## Galeria

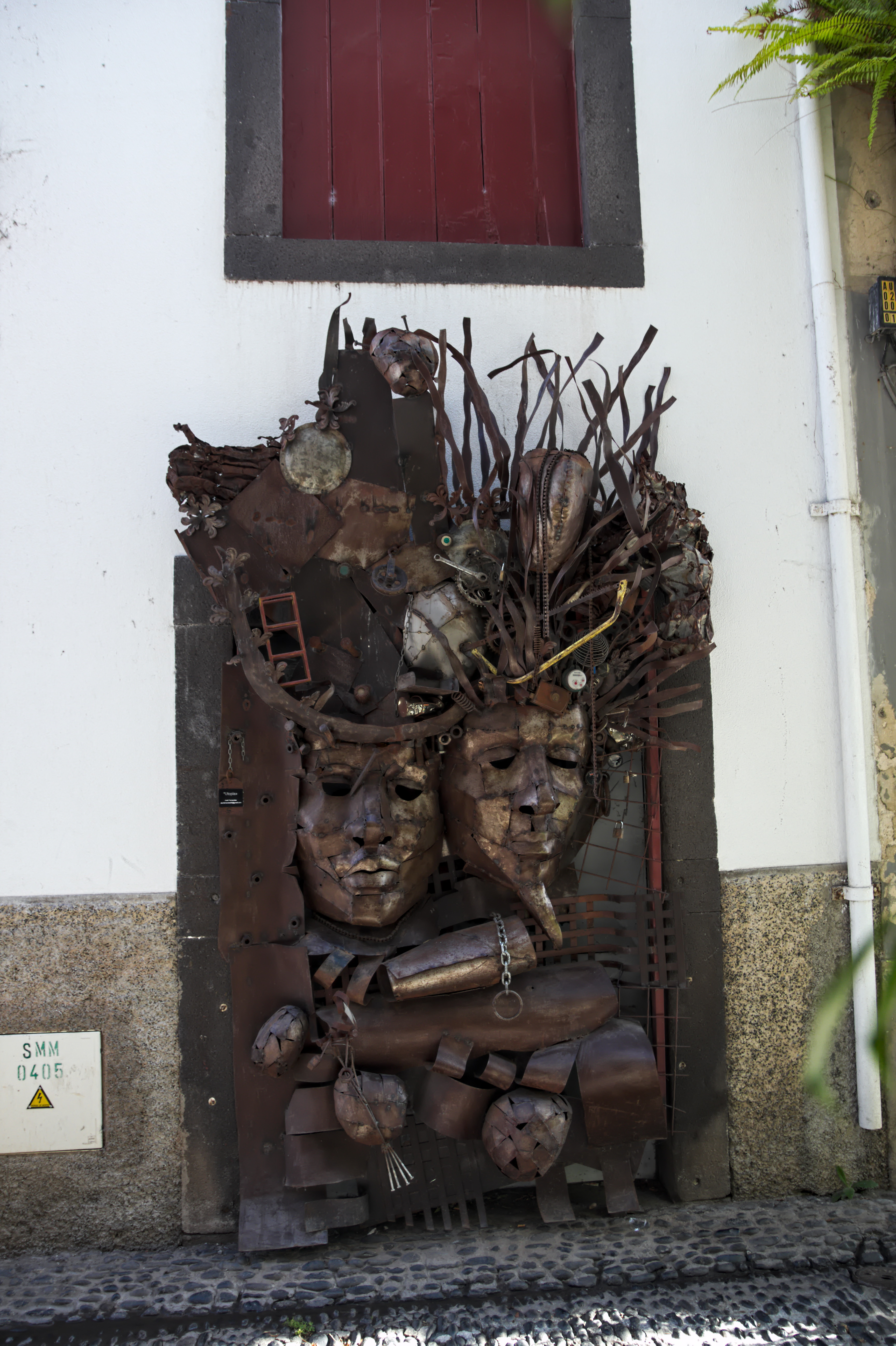
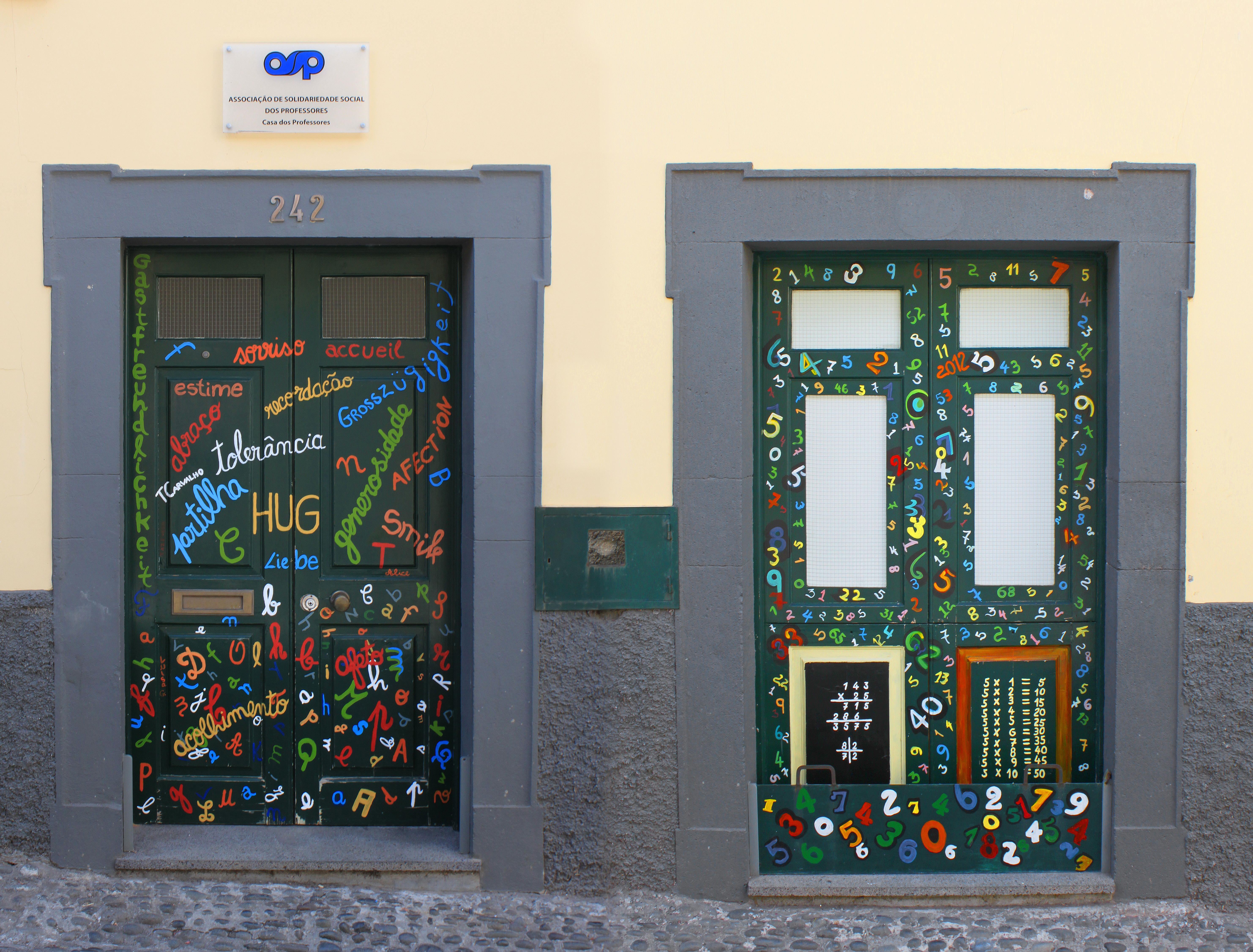
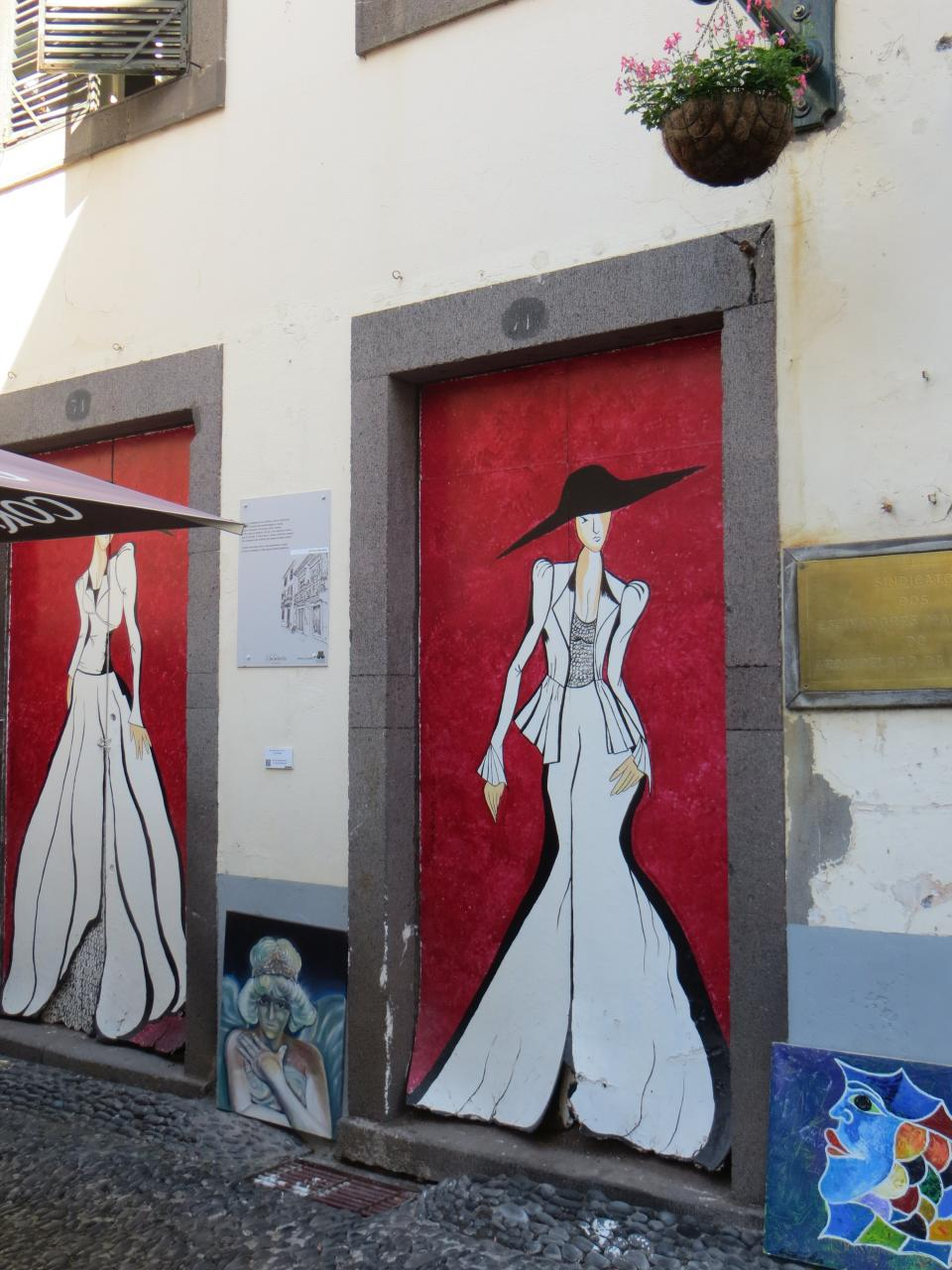
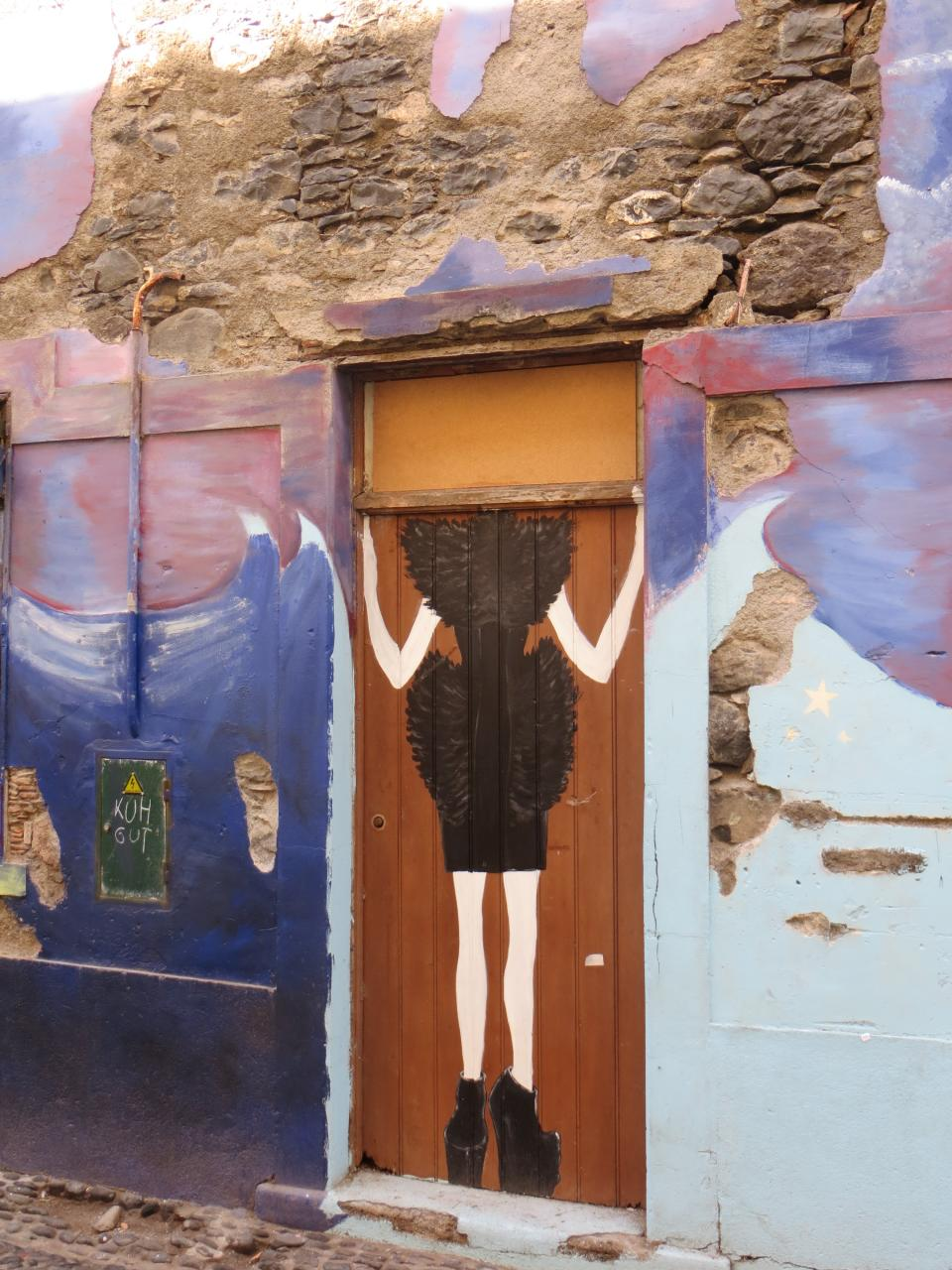
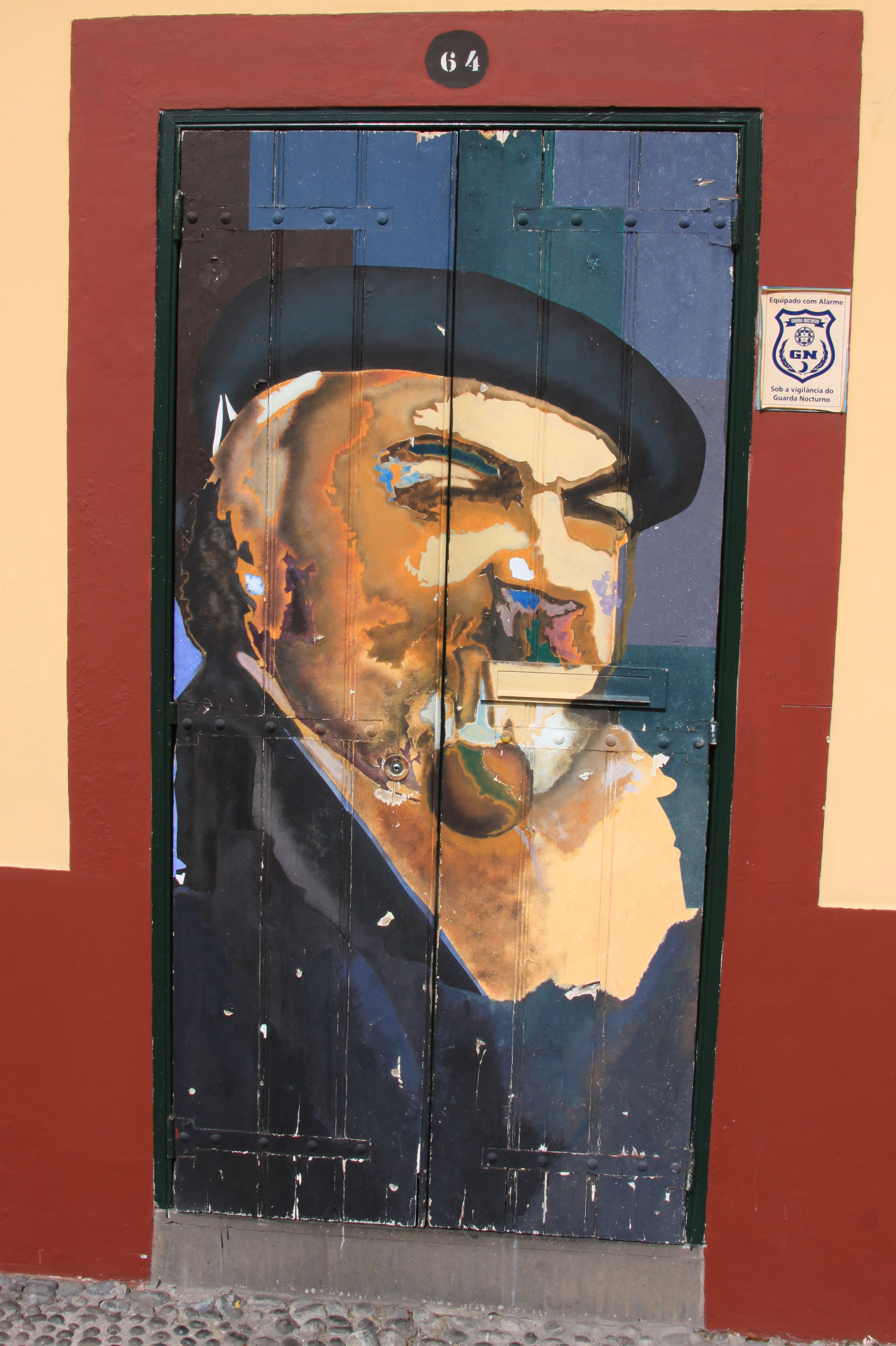
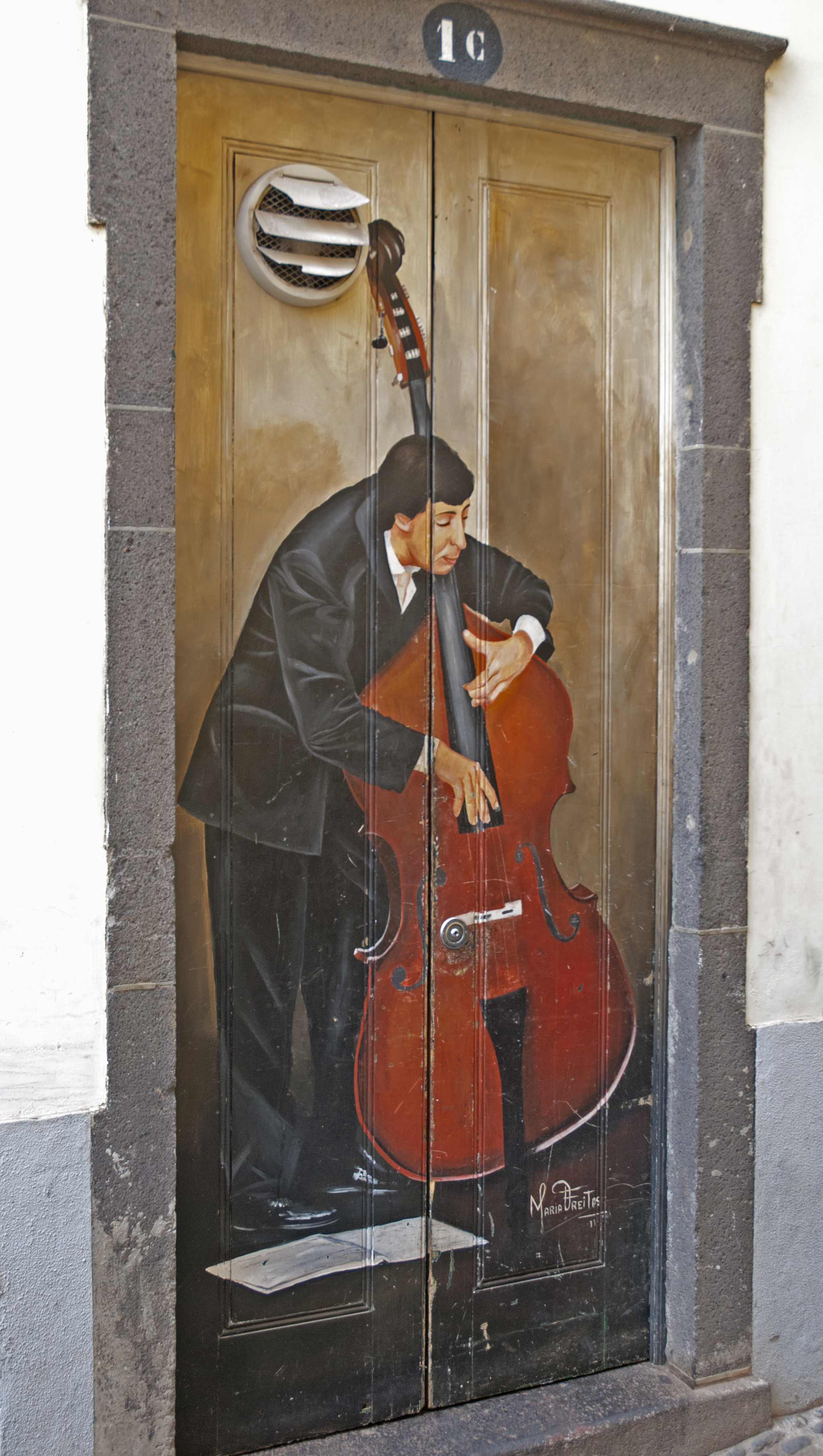
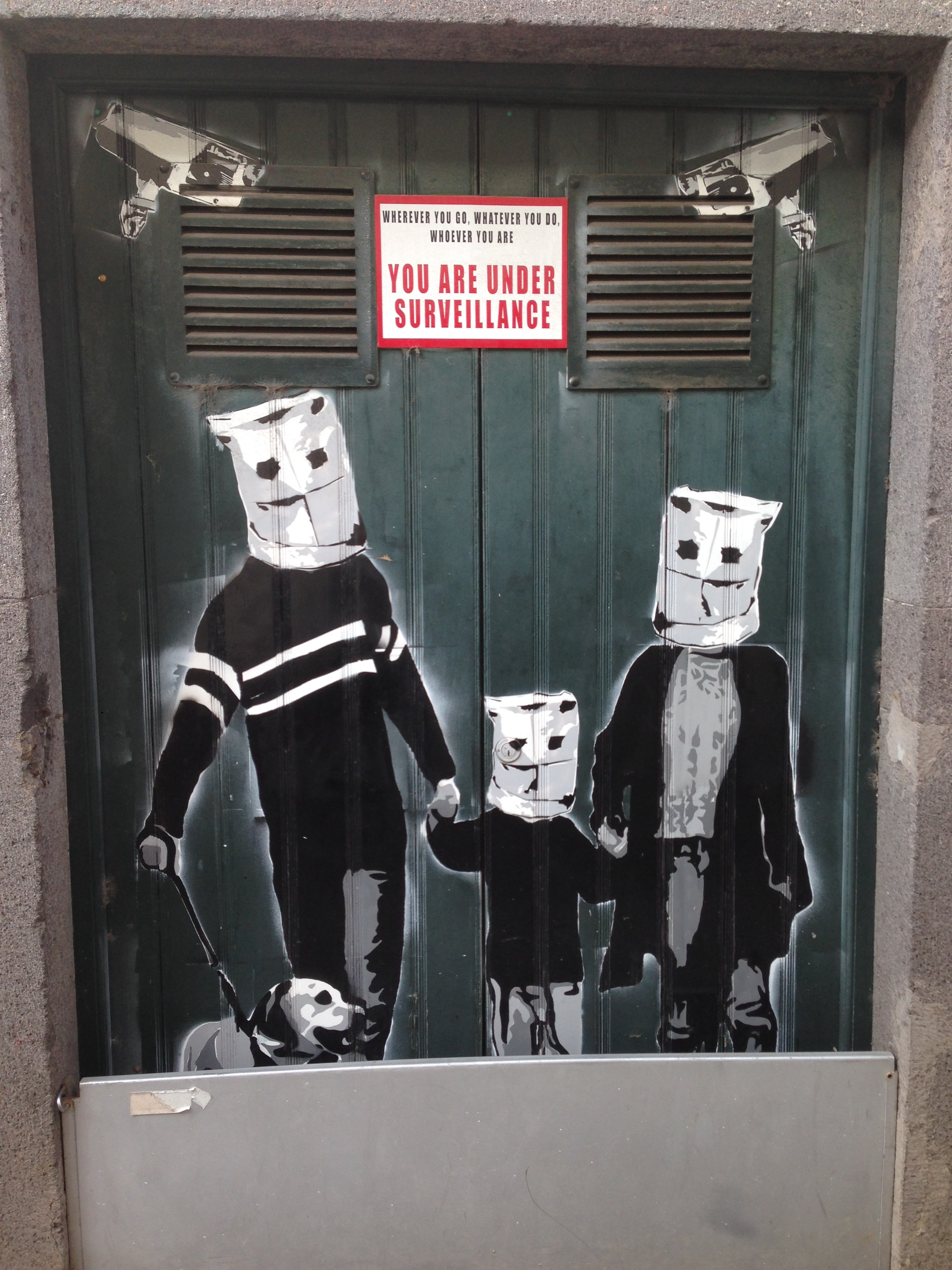
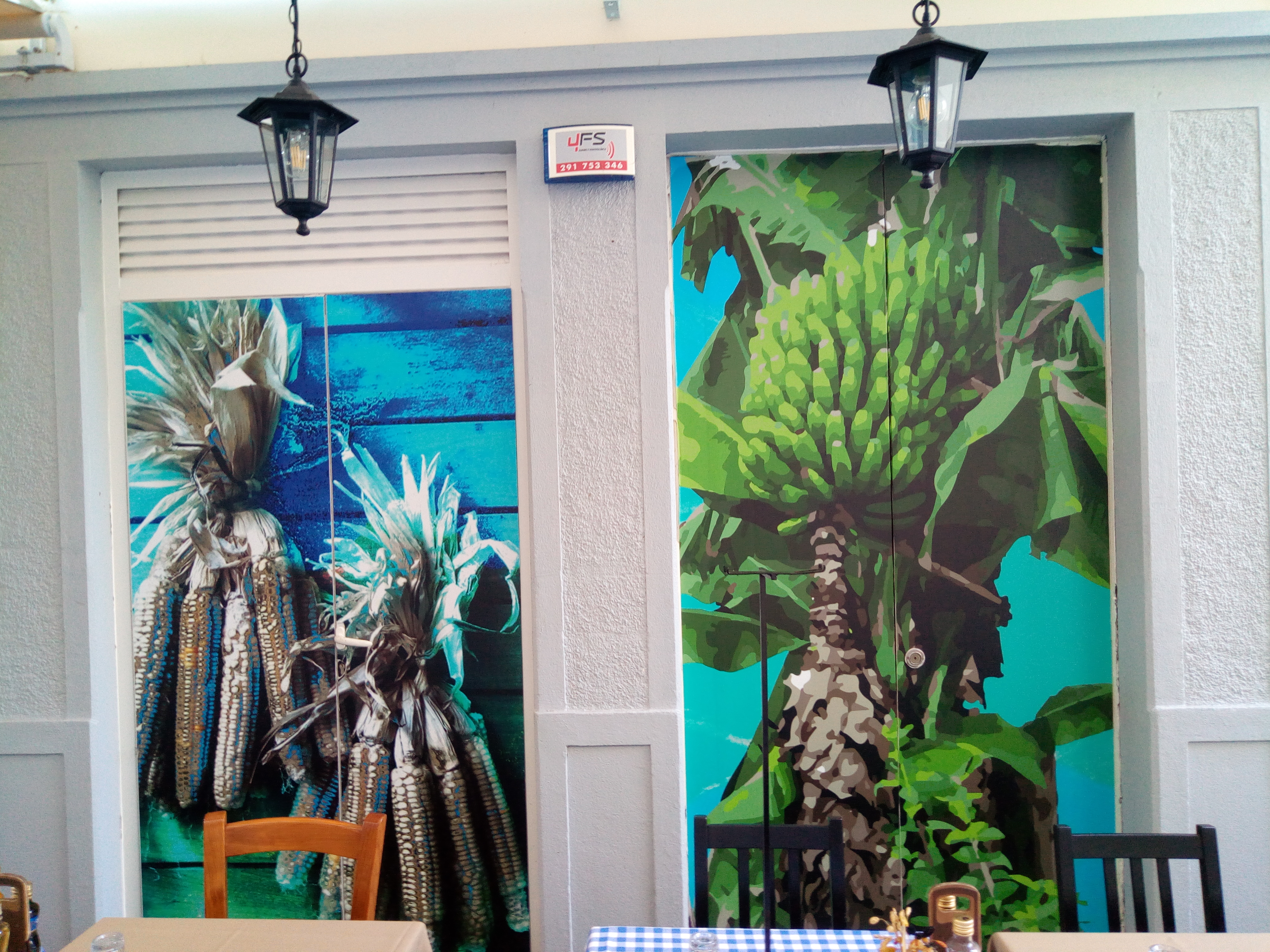
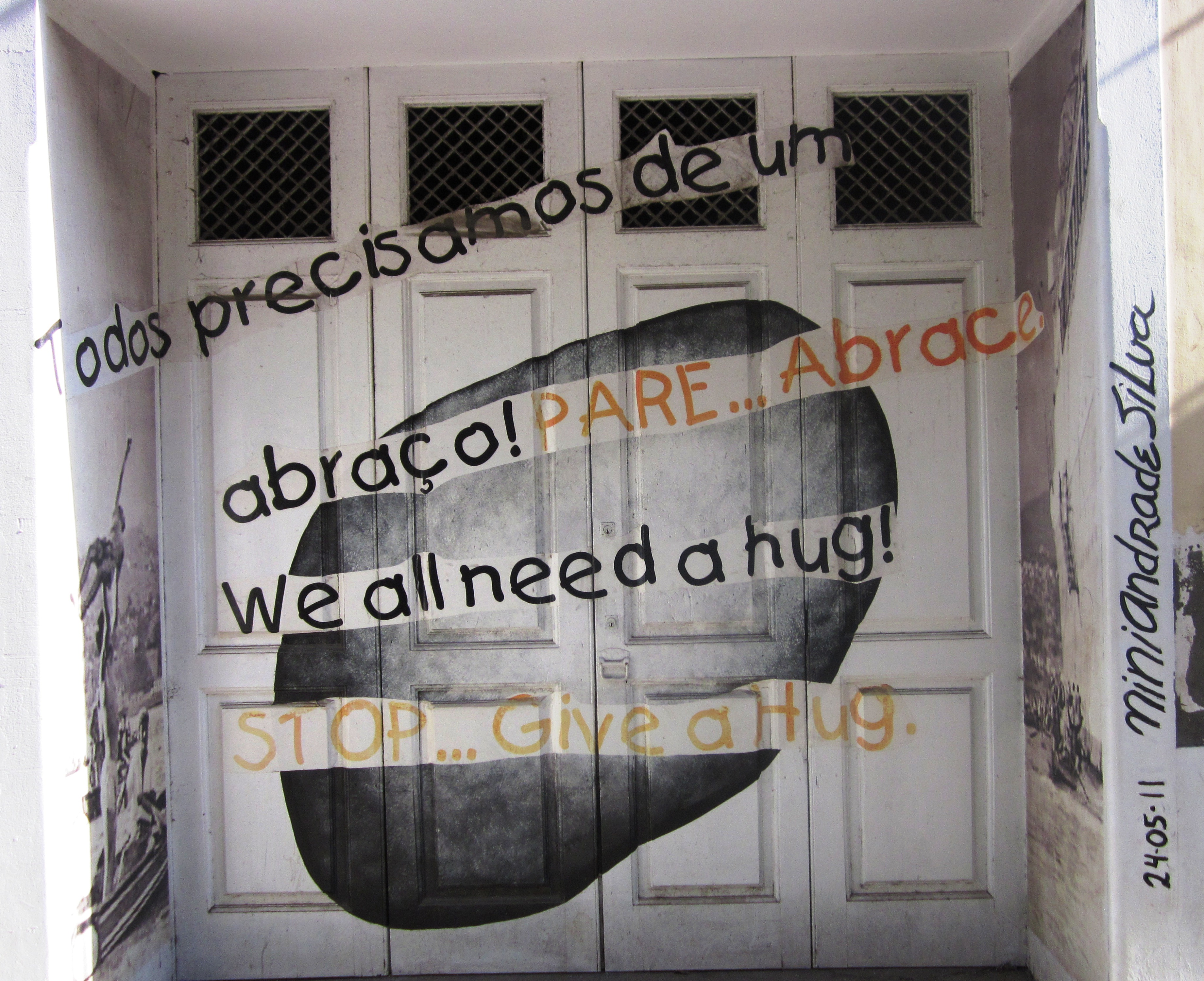
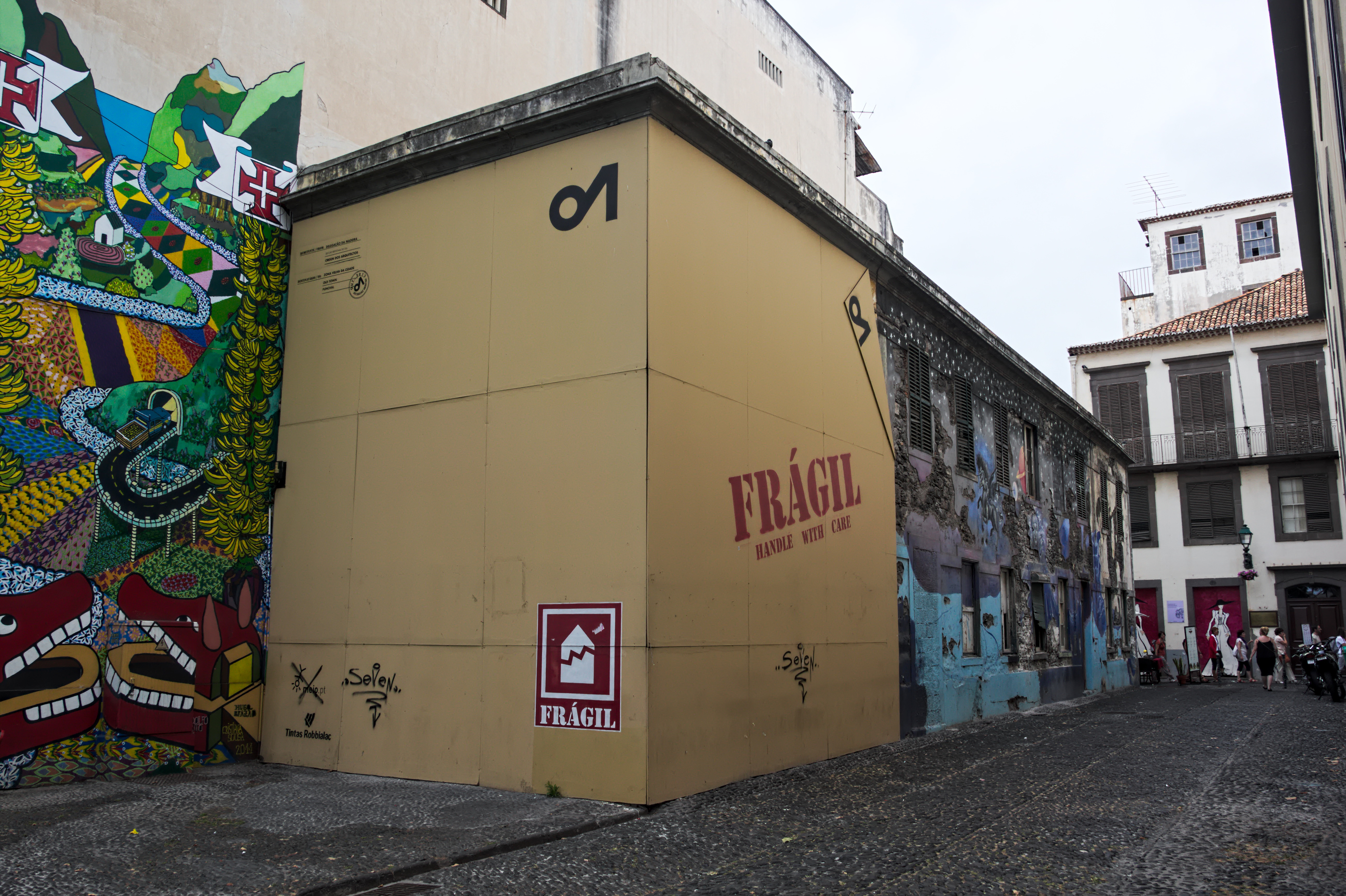
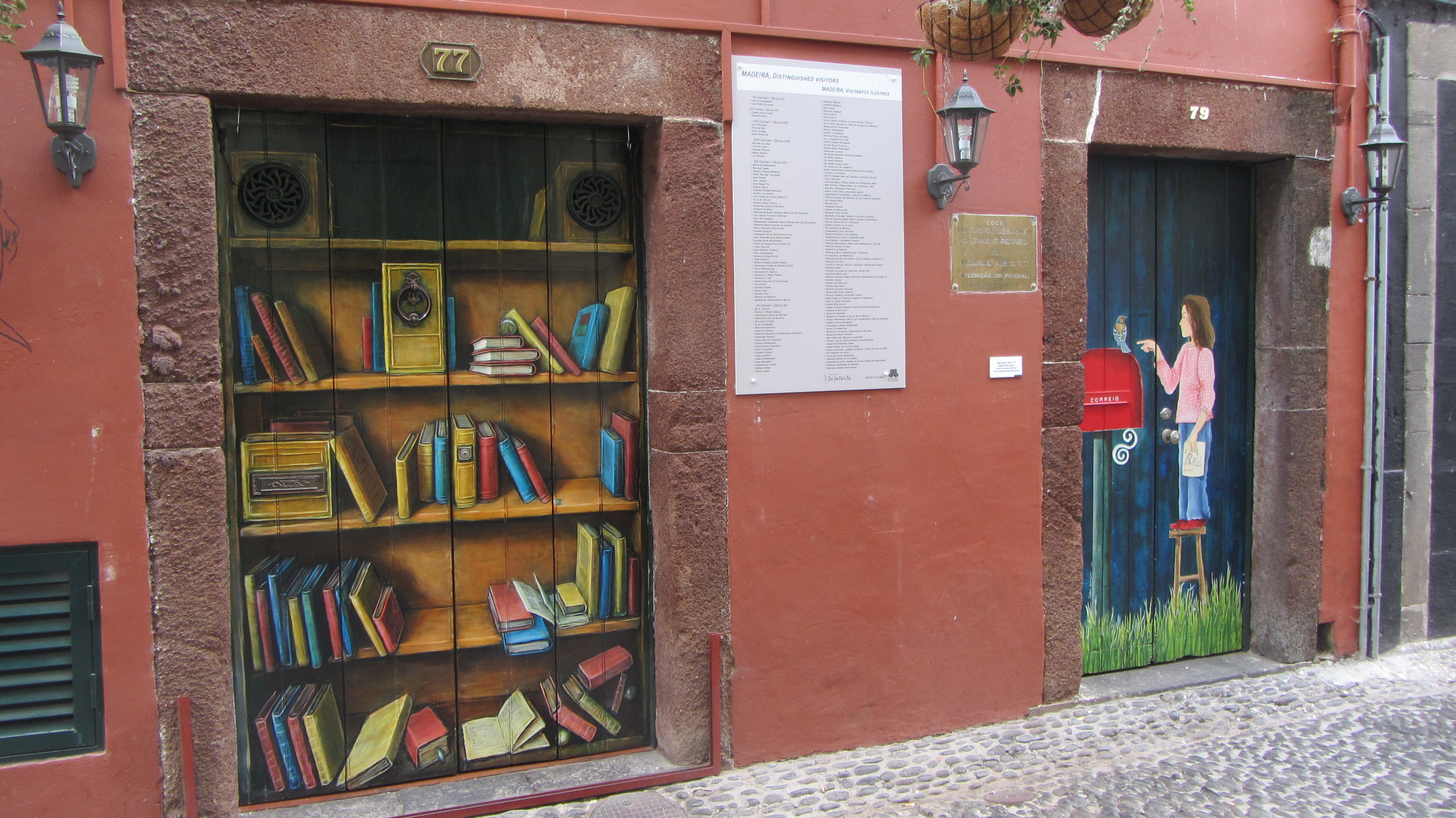